# Władcy Laosu

## Królestwo Lan Xang (1353-1707)
- Fa Ngum 1353-1375
- Vutha Singsavaddy 1375-1378
- Samsenthai 1378-1416
- Lan Kham Deng 1417-1428
- Phommathat 1428-1429
- Khamtum (Thao Khamtum) 1429
- Meun Sai 1429-1430
- Fa Khai 1430-1433
- Khong Kham 1433-1434
- Yukhon 1434-1435
- Kham Keut 1435-1441
- Chaiyachakkapat-Phaenphaeo (Sao Tiakaphat) 1441-1478
- Suvarna Banlang (Theng Kham) 1478-1485
- Lahsaenthai Puvanart 1485-1495
- Sompou (Samphou) 1497-1500
- Visunarat 1500-1520
- Photisarath I 1520-1548
- Setthathirat I 1548-1571
- Saensurin 1572-1574
- Mahaupahat 1574-1580
- Saensurin 1580-1582
- Nakhon Noi 1582-1583 
  - bezkrólewie 1583-1591
- Nokeo Koumone 1591-1596
- Thammikarath 1596-1622
- Upanyuvarat 1622-1623
- Photisarath II 1623-1627
- Mon Keo (Mongkeo) 1627
- Tone Kham 1627-1633
- Vichai 1633-1637
- Sourigna Vongsa 1637-1690
- Tian Thala 1690-1695
- Nan Tharat 1695-1698
- Setthathirath II 1698-1706

## Królestwo Viang Chan (1707-1828)
- Setthathirath II 1707-1730
- Ong Long 1730-1767
- Ong Bun 1767-1778
- Phraya Supho 1778-1780
- Ong Bun (ponownie) 1780-1781
- Nanthasen 1781-1795
- Intharavong Setthathirath III 1795-1805
- Anuvong 1805-1828

## Królestwo Champasak (1707-1946)
- Nan Rath 1707-1713
- Nokasat 1713-1738
- Saya Kuman 1738-1791
- Xiang Keo 1791
- Fai Na 1791-1811
- No Muong 1811
- Cha Nou 1811-1813
- Ma Noi 1813-1819 
  - okupacja tajska 1819-1821
- Rajabud Yo 1821-1827
- Hui 1827-1840
- Nak 1840-1851
- Süa 1851-1852
  - okupacja tajska 1852-1856
- Kham Nhai 1856-1858
- Chu 1858-1860
  - okupacja tajska 1860-1863
- Kham Suk 1863-1900
- Bua Laphan 1900-1946
- Boun Oum 1946

## Królestwo Luang Phrabang (1707-1946)
- Kitsarad 1707–1713
- Ong Kham 1713–1723
- Thao Ang 1723–1749
- Inthaphom 1749–1749
- Sotika Kuman 1749–1771
- Suryavong 1771–1791
- Anurutha 1791–1817
- Manthaturad 1817–1836
- Unkeo 1836–1838
- Sukha Soem 1838–1850
- Chantha Kuman 1850–1868
- Unkham 1868–1894
- Sakkarin 1895–1904
- Sisavang Vong 1904–1946

## Królestwo Laosu (1946-1975)
- Sisavang Vong 1946–1959
- Savang Vatthana 1959–1975